# Черновка (Вологодская область)
Черновка — деревня в Грязовецком районе Вологодской области.
Входит в состав Вохтожского муниципального образования, с точки зрения административно-территориального деления — в Вохтогский сельсовет.
Расстояние по автодороге до районного центра Грязовца — 66 км, до центра муниципального образования Вохтоги — 8 км. Ближайшие населённые пункты — Антипино, Вохтога, Ваганово.
По данным переписи в 2002 году постоянного населения не было.